# Misión San Carlos Borromeo de Carmelo

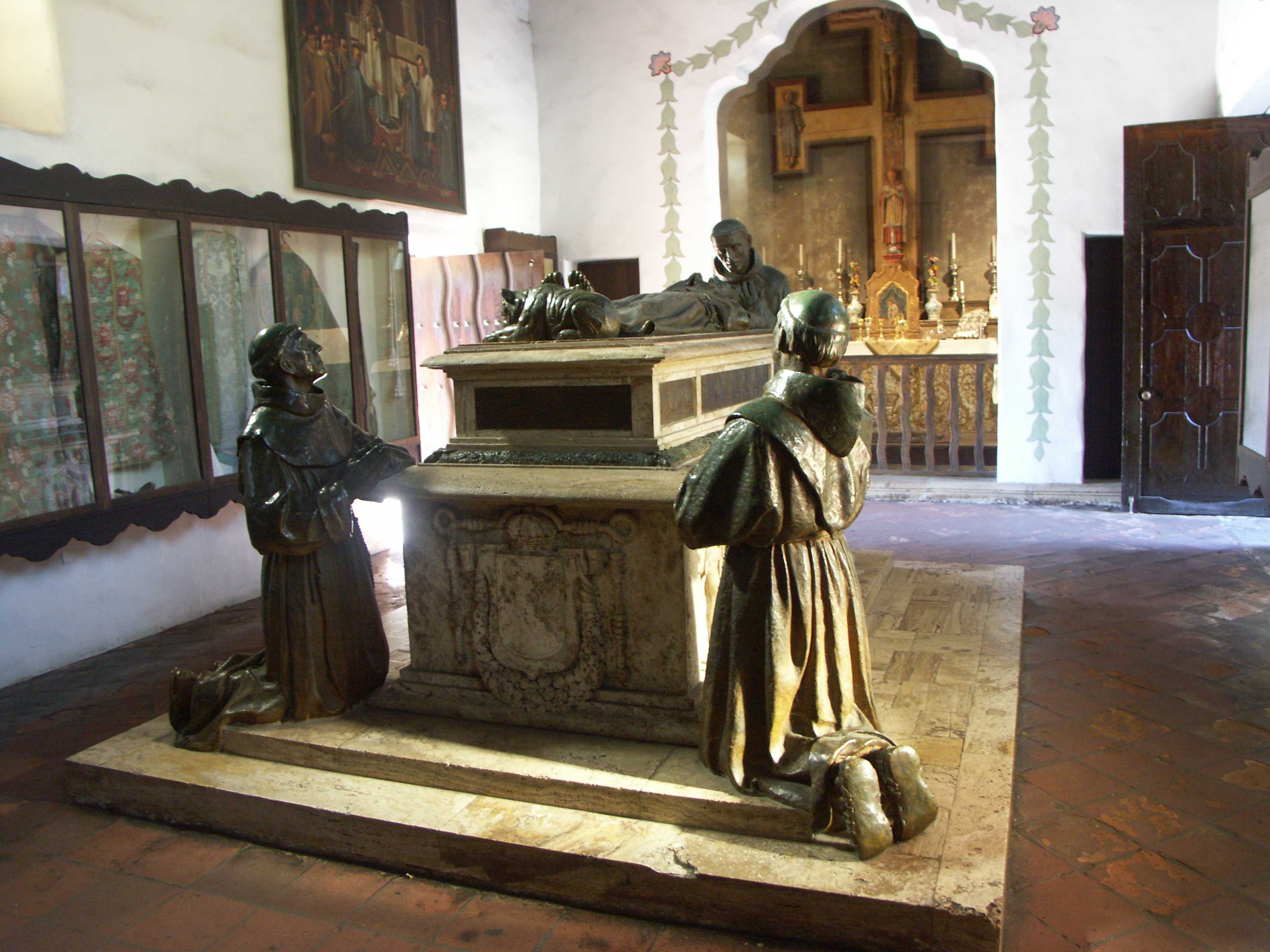
Cenotafio de San Junípero Serra.

La Misión San Carlos Borromeo de Carmelo es una parroquia católica, ubicada en la ciudad de Carmel-by-the-Sea en el condado de Monterrey, California, Estados Unidos. Fue la segunda misión fundada por el fraile Junípero Serra en el territorio de Alta California en el año 1771. Es considerada un Hito Histórico Nacional, y en sus instalaciones se encuentran enterrados los restos del mismo Serra, Juan Crespí Fiol y Fermín Lasuen.  

## Historia
El fraile franciscano Junípero Serra, en su calidad de Padre Presidente de las misiones de Alta California, arribó a la bahía de Monterey el 1 de junio de 1770 junto al fraile Joan Crespi. Ambos habían viajado desde San Diego hacía un mes y fueron recibidos por el gobernador de California Gaspar de Portolá. El 3 de junio, Serra fundó la misión de San Carlos Borromeo de Carmelo en honor al arzobispo de Milán, Carlos Borromeo. Este primer emplazamiento ocupaba el lugar de la actual Catedral de San Carlos Borromeo y se convirtió en el centro de operaciones de Serra y también su misión preferida. Por otro lado, en ese año Portolá delegó su cargo al teniente Pedro Fages.
Sin embargo, a pesar de las buenas condiciones del sitio, Serra encontró desfavorable la escasa población de nativos y encontraba inadecuado que sus neófitos (indios conversos) convivieran con los soldados de la expedición. Además, no existía posibilidad de desarrollar la agricultura. Debido a esto pidió permiso para el traslado de la misión, por lo que el siguiente año se desplazaron al Valle de Carmelo. Él mismo dirigió la construcción del templo junto a cuatro neófitos de Baja California, cinco soldados y tres marineros, siendo oficialmente inaugurado el 24 de diciembre de 1771. Para este tiempo, habitaban en sus instalaciones 15 personas y unos 22 indios bautizados.
En los siguientes meses, San Carlos se desarrolló con carestías. Sus residentes dependieron de los alimentos proporcionados por los nativos, la carne de oso traída desde la Misión de San Antonio de Padua y las provisiones que desde México arribaban demoradas. A pesar de todo, las condiciones mejoraron al final de la década. La economía de la misión se basaba en el cultivo de trigo y maíz; también había viñedos y se criaba ganado y ovejas. Durante este lapso, Serra pidió al Virrey de México la destitución del teniente Fages, cuya personalidad había sido muy contraria al amigable Portolá. En su lugar llegó Felipe de Neve, quien implantó la política de Teodoro de Croix de incentivar la inmigración española en detrimento de las misiones. Sin embargo, Serra y Neve entraron en conflicto, y por ello la expansión de las misiones se estancó. Para 1784 el Padre presidente murió y sus restos fueron enterrados en la misión junto a la tumba del Padre Joan Crespi. 
Para 1793, la dirección fue encargada al padre Fermín Lasuen, y desde entonces San Carlos comenzó a prosperar. El siguiente año, la población de nativos alcanzó 927 habitantes. Lasuen murió en 1803 y sus restos también fueron enterrados junto a los del padre Serra. 
Hacia 1823, ya en poder de México, la población de nativos en San Carlos disminuiría a 381, debido a su poca inmunidad ante las enfermedades transmitidas por los europeos. Después de la Independencia de México y la secularización del estado, la heredad fue dividida en pequeños ranchos y posteriormente vendida a particulares. La misión fue designada como parroquia, pero en los años siguientes cayó en ruinas. Para 1861, siendo California parte de Estados Unidos, el presidente Abraham Lincoln retornó las misiones californianas a la Iglesia Católica, entre ellas San Carlos, y para 1961 el Papa Juan XXIII la consagró como Basílica Menor.